# Dragkamp vid olympiska sommarspelen 1908
Dragkamp var en gren vid de olympiska sommarspelen 1908. De tävlande lagen var klubblag och därför kunde ett land skicka mer än ett lag. USA tog samtliga tre medaljer.

## Medaljsummering
| Pl. | Nation         | Guld | Silver | Brons | Totalt |
| --- | -------------- | ---- | ------ | ----- | ------ |
| 1   | Storbritannien | 1    | 1      | 1     | 3      |
|     |                |      |        |       |        |
| —   | Sverige        | 0    | 0      | 0     | 0      |
| —   | USA            | 0    | 0      | 0     | 0      |

## Medaljer
| Spel     | Guld | Silver | Brons |
| Dragkamp | Storbritannien (City of London Police) William Hirons Frederick Goodfellow Edward Barrett John James Shepherd Frederick Humphreys Edwin Mills Albert Ireton Frederick Merriman John Duke | Storbritannien (Liverpool Police) Patrick Philbin James Clarke Thomas Butler Alexander Kidd George Smith Thomas Swindlehurst Daniel Lowey William Greggan Charles Foden | Storbritannien (Metropolitan Police K Division) Walter Tammas William Slade Alexander Munro Ernest Ebbage Thomas Homewood Walter Chaffe James Woodget Joseph Dowler T. J. Williams |

## Laguppställningar

### Storbritannien

#### City of London Police
- Edward Barrett
- John Duke
- Frederick Goodfellow
- Frederick Humphreys
- William Hirons
- Albert Ireton
- Frederick Merriman
- Edwin Mills
- John James Shepherd

#### Liverpool Police
- James Clarke
- Thomas Butler
- Charles Foden
- William Greggan
- Alexander Kidd
- Daniel McDonald Lowey
- Patrick Philbin
- George Smith
- Thomas Swindlehurst

#### Metropolitan Police "K" Division
- Walter Chaffe
- Joseph Dowler
- Ernest Ebbage
- Thomas Homewood
- Alexander Munro
- William Slade
- Walter Tammas
- T. J. Williams
- James Woodget

### Sverige
- Albrekt Almqwist
- Frans Fast
- Carl-Emil Johansson
- Emil Johansson
- Knut Johansson
- Karl Krook
- Karl-Gustaf Nilsson
- Anders Wollgarth

### USA
- Wilbur Burroughs
- Wesley Coe
- Arthur Dearborn
- John Flanagan
- Bill Horr
- Matt McGrath
- Ralph Rose
- Lee Talbott

## Resultat

### Kvartsfinaler
Förlorarna slogs ut ur turneringen.
| Vinnare                          | Vinnare        | Poäng         | Förlorare | Förlorare |
| -------------------------------- | -------------- | ------------- | --------- | --------- |
| Liverpool Police                 | Storbritannien | 2-0 (forfeit) | USA       | USA       |
| Sweden                           | Sverige        | —             | Bye       | Bye       |
| City of London Police            | Storbritannien | —             | Bye       | Bye       |
| Metropolitan Police "K" Division | Storbritannien | —             | Bye       | Bye       |

### Semifinaler
| Vinnare               | Vinnare        | Poäng | Förlorare                        | Förlorare      |
| --------------------- | -------------- | ----- | -------------------------------- | -------------- |
| Liverpool Police      | Storbritannien | 2-0   | Sweden                           | Sverige        |
| City of London Police | Storbritannien | 2-0   | Metropolitan Police "K" Division | Storbritannien |

### Final
| Winners               | Winners        | Score | Losers           | Losers         |
| --------------------- | -------------- | ----- | ---------------- | -------------- |
| City of London Police | Storbritannien | 2-0   | Liverpool Police | Storbritannien |

### Bronsmatch
Det svenska laget dök inte upp i bronsmatchen.
| Vinnare                          | Vinnare        | Poäng    | Förlorare | Förlorare |
| -------------------------------- | -------------- | -------- | --------- | --------- |
| Metropolitan Police "K" Division | Storbritannien | walkover | Sweden    | Sverige   |